# Helmut Bieler (Komponist)
Helmut Bieler (* 7. Juni 1940 in Gersfeld (Rhön); † 11. Januar 2019 in Rimsting) war ein deutscher Komponist, Pianist und Honorarprofessor für Musikdidaktik an der Universität Bayreuth.

## Leben
Helmut Bieler wurde 1940 als jüngstes Kind in einem musikalischen Elternhaus in der Rhön geboren. Sein Vater, ein Volksschullehrer, verstarb während der Kriegszeit. In seiner Kindheit lernte Bieler zunächst Klavier, später interessierte er sich für Improvisation. Sein Violinlehrer und „Ersatzvater“ sollte im nordhessischen Lamerden, Landkreis Hofgeismar, Leopold Zawichowski werden, ein Flüchtling aus Bukowina (Rumänien). Bieler besuchte das Gymnasium Hofgeismar, im Alter von zwölf Jahren begann er sich mit Komposition zu beschäftigen.
Ab 1954 wurde er durch den Bayreuther Kapellmeister Robert Spilling in Klavier und Komposition unterrichtet. Ein Jahr später hatte er seinen ersten öffentlichen Auftritt als Pianist. Um 1960 jobbte er als Korrepetitor beim Philharmonischen Chor Bayreuth, der seinerzeit von Spilling geleitet wurde, und für Sänger des Richard-Wagner-Festspielhauses. In den nächsten Jahren trat er durch seine Begleitungen, vorzugsweise des romantischen Repertoires, in Erscheinung. Neben Spilling wurde Klaus Hashagen ein Förderer Bielers. Über den Komponisten Dieter Salbert trat er in Kontakt mit der von Hashagen unterstützten Komponistenvereinigung Junge Akademie Nürnberg. 
Nach dem Abitur an der Oberrealschule Bayreuth studierte Bieler von 1961 bis 1966 an der Staatlichen Hochschule für Musik München Theorie und Komposition (bei Franz Xaver Lehner), Klavier (bei Friedrich Wührer und Aldo Schoen), Chorleitung (bei Fritz Schieri) und Schulmusik (bei Anton Walter). Seine künstlerischen und pädagogischen Staatsexamina legte er 1965/66 ab. Von 1967 bis 1979 war er Musikerzieher am Musischen Markgräfin-Wilhelmine-Gymnasium in Bayreuth. Außerdem leitete er den dortigen Chor und unterrichtete Klavier. Von 1967 bis 1969 trat er auch als Duopartner von Alexander Asteriades und Ursula Sütterlin (beide Geige) in der Nürnberger Reihe Konzerte junger Künstler auf.
In den 1970er Jahren besuchte er die Internationalen Ferienkurse für Neue Musik in Darmstadt, wo er 1972 an einem Kurs von Helmut Lachenmann teilnahm. Noch im selben Jahr wurde er Mitglied der Komponisten- und Dichtergruppe Eckiger Kreis. Salbert war es, der ihn 1975 mit dem Lüneburger Komponisten Helmut W. Erdmann bekannt machte. Mit Erdmann arbeitete er im Ensemble Neue Musik Lüneburg, in der Internationalen Studienwoche für zeitgenössische Musik und im Festival Neue Musik Lüneburg zusammen. 1980 entstand mit Susanne Vill (später Marie Schmalhofer, Sopran), Helmut W. Erdmann (Flöte) und Bernd Kremling (Schlagzeug) das Ensemble Musica Viva Bayreuth. Konzertreisen führten das Ensemble über den Kontakt Gerd Domhardt bis in die DDR. Ab 1975 war er an zahlreichen Rundfunkaufnahmen (MDR, BR, NDR, WDR und Radio Bremen) beteiligt, insbesondere im Bereich der Neuen Musik. Im Jahre 1988 gründete er die Konzertreihe Zeit für Neue Musik in Bayreuth, die er gemeinsam mit Wolfram Graf leitete.
Ab 1979 lehrte er Musikdidaktik und Musiktheorie an der Universität Bayreuth. Bieler gründete und war über viele Jahre hinweg der Leiter des Universitätschores Bayreuth. Außerdem initiierte er ein Universitäts-Improvisationsensemble. Im Jahr 1988 wurde er zum Honorarprofessor für Musikdidaktik ernannt. Seit 2004 war der Leitende Akademische Direktor pensioniert. Zu seinen Schülern gehört u. a. Michael Starke.
Bielers Œuvre umfasst über 100 Werke, darunter eine Kammeroper, geistliche Musik sowie Kammer-, Klavier- und Orchestermusik. Seine Stücke wurden u. a. bei den Weltmusiktagen in Aarhus, bei den Gaudeamus Musikwochen in Amsterdam, bei Aspekte Salzburg und bei der Musikbiennale Zagreb aufgeführt.

## Auszeichnungen
- 1980 Kulturförderpreis der Stadt Nürnberg
- 1992 Kulturpreis der Stadt Bayreuth (Laudatio: Erich Rappl)
- 2008 Friedrich-Baur-Preis der Bayerischen Akademie der Schönen Künste (Laudatio: Wolfram Graf)

## Kompositionen

### Bühnenwerke
- Memorandum für eine Grabklingel (1983). Kurzoper für Sopran, Bass, gemischten Chor und Kammerensemble. Libretto: ? (nach Friederike Kempner). UA 1983 Zagreb (Musik-Biennale; Pocket Opera Company Nürnberg)

Ensemble: Sopran- / Altblockflöte, Mandoline, Kontrabass, Klavier, Akkordeon, Perkussion
- Gestohlenes Leben (2009/10). Kammeroper. Libretto: Susanne Bieler (* 1969). UA 7. Mai 2010 Kaiserslautern (Pfalztheater, Werkstattbühne; Regie: Uwe Drechsel; Bühnenbild und Kostüme: Thomas Mogendorf; Dramaturgie: Andreas Bronkalla; Dirigent: Andreas Hotz; mit Geertje Nissen [Stimme], Daniel Böhm [Leopold Stein], Arlette Meißner [Johanna Stein], Steffen Schanz [Jakob Lilienberg], Adelheid Fink [Grete])

### Vokalkompositionen
- …et in terra pax? (1972) für Sopran, Sprecher, Flöte, Cembalo und Perkussion. Text: Jochen Lobe (* 1937)
- Polymetrie I (1972) für Sopran (Vokalise), Flöte, Violine, Klavier und Perkussion. UA 1972
- Stimme über den Saiten (1973) für Sopran (Vokalise) und Clavichord / Cembalo

- Fassung für Sopran (Vokalise), Violine, Clavichord / Cembalo, Tonband und Live-Elektronik (1974)

- Musicienne du silence. Text: Stéphane Mallarmé

- Fassung I (1975) für Sopran, Flöte, Kantele / Gitarre, Synthesizer und Tonband. UA 1975
- Fassung II (1980) für Sopran, Bassflöte, Flügel innen (oder Synthesizer), Vibraphon und Tonband. UA 1980

- Der Ackermann aus Böhmen. Oratorium. Libretto: Dietrich W. Hübsch (nach dem gleichnamigen Werk des Johannes von Tepl)

- Fassung für Sprecherin, 2 Sprecher, Alt, Bariton, Orgel, Synthesizer, Perkussion und Tonband (1977, revidiert 1982). UA 1977 Bad Hersfeld. Revidierte Fassung: UA 1978
- Fassung für 2 Sprecher, Orgel, Synthesizer, Perkussion und Tonband (1978)

- Sei Stille, meine Seele (1977) für Singstimme, Flöte, Violine, Orgel und Tonband. Text: aus Psalm 62. UA 1978
- Polymetrie II (1980) für Sopran (Vokalise), Flöte, Klavier und Perkussion
- Cet amour (1980) für Sopran, Gitarre und Perkussion. Text: Wiltrud Schuster. UA 1981
- Poème (1981) für Sopran, Flöte, Klavier und Perkussion. Text: Wiltrud Schuster
- Poème d’amour (1983) für Sopran und Klavier. Text: Wiltrud Schuster
- Miserere Domine (1984/85). Pastoralmesse für Alt, Bariton, Sprecher, gemischten Chor, Flöte, Oboe, Bassposaune, 2 Orgeln, Perkussion (2 Spieler) und Streichorchester. UA 1985 Bayreuth
- Psalmgesänge (1988–1992) für mittlere Stimme und Orgel. Texte: aus den Psalmen 88, 90, 103, 104. UA 1989/92
- Vier Gesänge (1990/91) für Sopran, Flöte / Piccolo- / Alt- / Bass- / Kontrabassflöte, Klavier und Perkussion. Texte: Vidyapati Thakur (1352 (?)–1448 (?)). UA 1992
- Oratio (1993) für Bariton, gemischten Chor, Flöte und Orgel. Texte: aus der Bibel. UA 1993
- Credo in unum deum (1994) für Alt, Bariton, Violoncello, Schlagzeug und Orgel. Text: Wiltrud Schuster. UA 1994
- Bewahre uns Gott (1998) für gemischten Chor und Orgel. Text: Eugen Eckert
- Zwei Gesänge (2003) für Mezzosopran, Horn und Klavier. Texte: Rainer Maria Rilke. UA 2003
- Der Tod ist uns durchs Fenster gestiegen (2003). Elegie für Bariton und Ensemble. Texte: Matthias Claudius, Christine Busta, Hohelied Salomos. UA 2004

Ensemble: Flöte, Klarinette / Altsaxophon, Violine, Viola, Violoncello, Perkussion und Klavier
- Im Schatten des Kreuzes (2007) für Mezzosopran, Bariton und Ensemble. Texte: Psalm 121 und Christine Busta. UA 2007

Ensemble: Violine/Flöte, Klarinette, Blechbläserconsort, Perkussion und Orgel
- Hannas Dank und Ruths Klage (2010) für Sopran, Alt, Horn, Posaune, Klavier und Orgel. Text: Heide I. Bieler und Michael Herrschel. UA 14. November 2010 Fürth (Auferstehungskirche; 47. Fürther Kirchenmusiktage; Monika Teepe [Sopran], Renate Kaschmieder [Alt], Wilfried Krüger [Horn], Ralf Bauer [Posaune], Sirka Schwartz-Uppendieck [Klavier], Andreas König [Orgel])

### Ensemble- und Orchesterwerke
- Konzert (1979) für Flöte, Violoncello und Ensemble. UA 1979 Nürnberg (ars nova ensemble)

Ensemble: Klarinette, Posaune, Violine, Viola, Perkussion (2 Spieler)
- Rondel (1983) für 8 Flöten und Orchester. UA 1983
- Konzert (1995) für Viola und Kammerorchester. UA 1995.
- Konzentration und Ausbrüche (1995) für Viola und Kammerorchester. UA 1995
- Musik für Orchester (1996). UA 1996
- Szenen (1998) für Ensemble. UA 1998 (Ensemble Sortisatio)
- Korrespondenz (1998) für Flöte, Klarinette, Horn, Violine, Viola, Violoncello, Klavier und Perkussion. UA 1998
- Permutation (1999) für Streichorchester. UA 1999
- Intermezzi (2000) für Horn und Ensemble. UA 2001

Ensemble: Violine, Viola, Violoncello, Klavier, Perkussion
- Introduktion und Fantasie über „Verleih uns Frieden gnädiglich“ (2002) für Orgel, Perkussion und Orchester
- Impulse (2007) für 12 Saxophonisten und Perkussion. UA 2007
- Konzert (2007/08) für Klavier und Orchester. UA 28. September 2008 Bayreuth (Stadthalle; Helmut Bieler [Klavier], Orchesterverein Bayreuth)

### Kammermusik
- Kontraste (1969) für Cembalo. UA 1970

- Fassung für Klavier (1988). UA 1989

- Dialog (1971) für 2 Cembali. UA 1971
- Con – tra – con (1971) für Klarinette und Cembalo. UA 1972
- Esothén (1971/72) für Flügel innen. UA 1973
- Quick Fingers (1973) für Flöte, Cembalo und Perkussion. UA 1974
- Treffpunkte (1973) für Cembalo und Perkussion. UA 1974
- Musik für Fünf (1974) für Flöte, Oboe, Klarinette, Horn und Fagott (Bläserquintett I)
- Bewegung und Ruhe (1975) für Trio d’anches (Oboe, Klarinette und Fagott). UA 1975
- Musik aus dem Dunkel (1975) für Orgel und Elektronik. UA 1975

- Fassung für Tonband (1976). UA 1977

- Wellenschläge (1976) für Sopran- / Alt- / Tenor- / Bassblockflöte, Tenorgambe und Cembalo

- Neufassung: Ornamente (1983) für Traversflöte, Violine, Violoncello und Cembalo

- Zwischen Zeit und Raum (1976) Sonate für Klarinette, Klavier, Perkussion und Tonband (radiophonisches Material). UA 1976
- Passacaglia (1977) für 1–2 Melodieinstrumente, Klavier (ad libitum) und Tonband
- Schemen und Gestalten (1977) für Klavier

- Fassung für Klavier und Tonband (1984/85)

- Capriccio (1977/78) für Sopranblockflöte, Altblockflöte / Traversflöte und Cembalo. UA 1979
- Zyklus (1978) für Gitarre und Perkussion
- Klänge und Figuren (1979) für Klavier und Orgel

- Fassung für Klavier und Tonband (1980)
- Fassung für 2 Klaviere und Perkussion (2 Spieler) (1983)

- Meditation über Debussys Prélude «Canope» (1979/80) für 2 Cembali / Klaviere. UA 1980
- …den Klängen nachhören (1981) für Klavier
- Wie rasche Bewegung langsamer wird und versiegt (1981) für Klavier. UA 1981
- Pièce (1981) für Flöte / Altflöte. UA 1982
- Mouvements (1982) für Flöte / Altflöte / Bassflöte und Klarinette / Bassklarinette. UA 1983
- Reprisen (1982) für Altsaxophon, Perkussion und Klavier. UA 1982
- Blöcke und Risse (1983) für Klavier und Perkussion
- Konturen (1984) für Klavier
- Sounding Colours (1985) für 4 Saxophone. UA 1985 Washington
- Wie ein dünner Schleier (1986) für Flöte / Altflöte (nach einem Text von Gabriele Kellner). UA 1987
- Fantasie (1987) für Altsaxophon und Orgel
- Drei Präludien (1988) für Klavier. UA 1989
- Duo (1989) für Klarinette und Violoncello. UA 1990

- Fassung für Flöte / Altflöte / Bassflöte und Klavier (oder Orgel) (1989)
- Fassung für Altflöte und Violoncello (1990). UA 1991
- Fassung für Viola und Violoncello (1990/91)

- Stille Musik (1990) für Großbassflöte und Bassetthorn. UA 1991
- Introduktion und Fantasie über „Verleih uns Frieden gnädiglich“ (1993) für Orgel und Perkussion
- Trio (1991) für Violine, Horn und Klavier. UA 1991
- Metamorphosen (1992) für Orgel solo. UA 1993
- Der Du die Zeit in Händen hast (1993). Orgelchoralvorspiel und Orgelmeditation. UA 1993
- Verleih uns Frieden gnädiglich (1993). Introduktion und Fantasie für Orgel und Schlagzeug. UA 1993
- Helle Nachtgedanken (1993). Bläserquintett II (nach Texten von Else Lasker-Schüler). UA 1994
- Antwort auf Reger (1993). Quintett für Klarinette (in A), 2 Violinen, Viola und Violoncello. UA 1994
- Abbrüche (1995) für Flöte / Piccolo- / Alt- / Bass- / Kontrabassflöte, Klavier und Perkussion
- Klangwandlungen (1995) für Kontrabassflöte und Tonband. UA 1995

- Fassung für Tenor- und Bassblockflöte und Tonband (1995)
- Fassung für Bassflöte und Tonband (1995)

- Lyrik und Bewegung (1996). Streichquartettsatz
- Szenen (1996) für 3 Gitarren. UA 1997

- Fassung für Oboe, Fagott, Gitarre und Viola (1997)

- Epitaph – Gedanken an Reger (1997) für Altflöte und Klavier. UA 1997
- Rhapsodie (2000) für Violine und Klavier. UA 2001
- Bewegte Flächen (2002) für Horn und Orgel. UA 2002
- Sieben Stücke für sieben Frauen (2002/03) für Klavier. UA 2003
- Drei Stücke für drei Frauen (2005) für Klavier. UA 2005
- TOP-Trio (2004) für Trompete, Orgel und Perkussion
- Herbstmusik (2005) für Violoncello und Klavier. UA 2005
- Exkursion (2006) für Perkussion (4 Spieler). UA 2006

## Diskographie (Auswahl)
- Tondokumente zeitgenössischer Kammermusik Vol. 1 (Symicon, 1995)
- Ensemble Sortisatio (Querstand, 2004) mit dem Ensemble Sortisatio

## Schriften
- Die geistliche Musik von Klaus Hashagen und seine Orgelmusik. In: Klaus Bernbacher (Hrsg.): Klaus Hashagen. Schneider Verlag, Tutzing 2003. ISBN 3-7952-1110-7, S. 91–105 (= Komponisten in Bayern, Band 42)